# Badula pervilleana
Badula pervilleana là một loài thực vật có hoa trong họ Anh thảo. Loài này được H.Perrier mô tả khoa học đầu tiên năm 1953.